# Biên lợi nhuận gộp

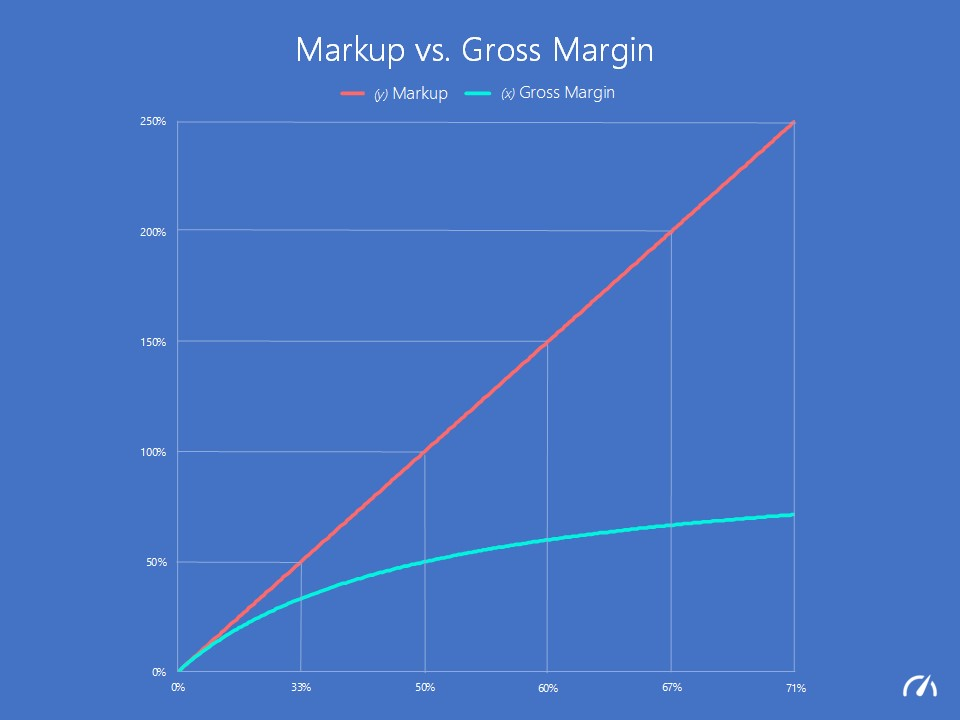
Mức kê lời tịnh so với Lợi nhuận gộp (của Adrián Chiogna)

Biên lợi nhuận gộp hay Tỷ suất lợi nhuận gộp là chênh lệch giữa doanh thu và giá vốn hàng bán (COGS) chia cho doanh thu. Tỷ suất lợi nhuận gộp được biểu thị dưới dạng phần trăm. Nói chung, nó được tính bằng giá bán của một mặt hàng, trừ chi phí bán hàng (ví dụ: chi phí sản xuất hoặc mua lại, không bao gồm chi phí cố định gián tiếp như chi phí văn phòng, tiền thuê nhà hoặc chi phí hành chính). Tỷ suất lợi nhuận gộp thường được sử dụng thay thế cho Lợi nhuận gộp, nhưng các điều khoản khác nhau. Khi nói về một số tiền, về mặt kỹ thuật là chính xác khi sử dụng thuật ngữ Lợi nhuận gộp; khi đề cập đến tỷ lệ phần trăm hoặc tỷ lệ, việc sử dụng Biên lợi nhuận gộp là chính xác. Nói cách khác, Biên lợi nhuận gộp là một giá trị phần trăm, trong khi Lợi nhuận gộp là một giá trị tiền tệ.
Biên lợi nhuận gộp là một loại biên lợi nhuận, cụ thể là một dạng lợi nhuận chia cho doanh thu thuần: ví dụ: tỷ suất lợi nhuận gộp (lợi nhuận); biên lợi nhuận (lợi nhuận) hoạt động; tỷ suất lợi nhuận ròng (lợi nhuận); v.v.

## Mục đích
Mục đích của lợi nhuận là "để xác định giá trị của doanh số gia tăng, và để định hướng việc định giá và khuyến mãi." 
"Biên bán hàng đại diện cho một yếu tố chính đằng sau nhiều cân nhắc kinh doanh cơ bản nhất, bao gồm ngân sách và dự báo. Tất cả các nhà quản lý nên, và thường biết biên lợi nhuận kinh doanh gần đúng của họ. Tuy nhiên, các nhà quản lý khác nhau rất nhiều trong các giả định mà họ sử dụng để tính toán tỷ suất lợi nhuận và theo cách họ phân tích và truyền đạt các số liệu quan trọng này. " 

### Tỷ lệ phần trăm và tỷ suất lợi nhuận đơn vị
Biên lợi nhuận gộp có thể được biểu thị bằng tỷ lệ phần trăm hoặc trong tổng số điều khoản tài chính. Nếu sau này, nó có thể được báo cáo trên cơ sở mỗi đơn vị hoặc trên cơ sở từng giai đoạn cho một công ty.
" Biên (trong bán hàng) là chênh lệch giữa giá bán và chi phí. Sự khác biệt này thường được biểu thị bằng tỷ lệ phần trăm của giá bán hoặc trên cơ sở mỗi đơn vị. Các nhà quản lý cần biết tỷ suất lợi nhuận cho hầu hết các quyết định tiếp thị. Lợi nhuận đại diện cho một yếu tố quan trọng trong việc định giá, lợi nhuận của chi tiêu tiếp thị, dự báo thu nhập và phân tích lợi nhuận của khách hàng. " Trong một cuộc khảo sát với gần 200 nhà quản lý tiếp thị cao cấp, 78% trả lời rằng họ thấy số liệu "tỷ lệ%" rất hữu ích trong khi 65% thấy "tỷ lệ đơn vị" rất hữu ích. "Một biến thể cơ bản trong cách mọi người nói về tỷ suất lợi nhuận nằm ở sự khác biệt giữa tỷ lệ phần trăm và tỷ suất lợi nhuận đơn vị trên doanh thu. Sự khác biệt là dễ dàng để điều hòa và các nhà quản lý sẽ có thể chuyển đổi qua lại giữa hai loại đó. " 

### Một đơn vị là gì?
"Mỗi doanh nghiệp có khái niệm riêng về một "đơn vị", từ một tấn bơ thực vật, đến 64 ounce cola, cho đến một thùng thạch cao. Nhiều ngành công nghiệp làm việc với nhiều đơn vị và tính toán biên phù hợp … Các nhà tiếp thị phải được chuẩn bị để thay đổi giữa các quan điểm với ít nỗ lực khác nhau vì những quyết định có thể được làm tròn trong bất kỳ quan điểm nào." 
Investopedia định nghĩa tỷ suất lợi nhuận gộp là:
Tỷ suất lợi nhuận gộp (%) = (Doanh thu - Giá vốn hàng bán) / Doanh thu 
Nó có thể được thể hiện bằng thuật ngữ tuyệt đối:
Biên lợi nhuận gộp = doanh thu thuần - giá vốn hàng bán + lợi nhuận bán hàng hàng năm
hoặc theo tỷ lệ lợi nhuận gộp trên doanh thu, thường ở dạng phần trăm:
{\displaystyle {\text{Gross Margin Percentage}}={\frac {\text{Revenue - COGS}}{\text{Revenue}}}*100}
Chi phí bán hàng (còn được gọi là giá vốn hàng bán hoặc COGS) bao gồm chi phí biến đổi và chi phí cố định liên quan trực tiếp đến việc bán hàng, chẳng hạn như chi phí nguyên vật liệu, nhân công, lợi nhuận của nhà cung cấp, chi phí vận chuyển (chi phí đưa sản phẩm đến điểm bán, trái ngược với chi phí vận chuyển không bao gồm trong giá vốn hàng bán), v.v. Nó không bao gồm các chi phí cố định gián tiếp như chi phí văn phòng, tiền thuê nhà, chi phí hành chính, v.v.
Tỷ suất lợi nhuận gộp cao hơn cho một nhà sản xuất phản ánh hiệu quả cao hơn trong việc biến nguyên liệu thô thành thu nhập. Đối với một nhà bán lẻ, đó sẽ là mức kê lời tịnh của họ về bán buôn. Tỷ suất lợi nhuận gộp lớn hơn thường được coi là lý tưởng cho hầu hết các công ty, ngoại trừ các nhà bán lẻ giảm giá thay vào đó dựa vào hiệu quả hoạt động và tài chính chiến lược để duy trì khả năng cạnh tranh với tỷ suất lợi nhuận thấp hơn.
Hai số liệu liên quan là tỷ lệ phần trăm đơn vị và tỷ lệ phần trăm biên:
Biên đơn vị ($) = Giá bán mỗi đơn vị ($) - Chi phí cho mỗi đơn vị ($)
Biên (%) = Biên độ đơn vị ($) / Giá bán mỗi đơn vị ($) * 100
"Tỷ lệ phần trăm cũng có thể được tính bằng tổng doanh thu bán hàng và tổng chi phí. Khi làm việc với tỷ lệ phần trăm hoặc đơn vị, các nhà tiếp thị có thể thực hiện kiểm tra đơn giản bằng cách xác minh rằng các phần riêng lẻ tổng cộng. " 
Để xác minh biên đơn vị ($): Giá bán mỗi đơn vị = Biên độ đơn vị + Chi phí cho mỗi đơn vị
Để xác minh biên (%): Chi phí tính theo% doanh số = 100% - Tỷ lệ%
"Khi xem xét nhiều sản phẩm có doanh thu và chi phí khác nhau, chúng tôi có thể tính tỷ suất lợi nhuận chung (%) trên một trong hai cơ sở: Tổng doanh thu và tổng chi phí cho tất cả các sản phẩm hoặc trung bình tỷ trọng phần trăm của tỷ lệ phần trăm của các sản phẩm khác nhau." 

#### Tỷ suất lợi nhuận gộp được sử dụng như thế nào trong bán hàng
Các nhà bán lẻ có thể đo lường lợi nhuận của họ bằng cách sử dụng hai phương pháp cơ bản, mức kê lời tịnh và biên, cả hai đều đưa ra mô tả về lợi nhuận gộp. Mức kê lời tịnh thể hiện lợi nhuận theo phần trăm chi phí của nhà bán lẻ cho sản phẩm. Biên độ thể hiện lợi nhuận theo phần trăm giá bán của nhà bán lẻ cho sản phẩm. Hai phương pháp này cho tỷ lệ phần trăm khác nhau như kết quả, nhưng cả hai phần trăm là mô tả hợp lệ về lợi nhuận của nhà bán lẻ. Điều quan trọng là chỉ định phương pháp bạn đang sử dụng khi bạn đề cập đến lợi nhuận của nhà bán lẻ dưới dạng phần trăm.
Một số nhà bán lẻ sử dụng biên vì bạn có thể dễ dàng tính toán lợi nhuận từ tổng doanh số. Nếu biên của bạn là 30%, thì 30% tổng doanh số của bạn là lợi nhuận. Nếu Mức kê lời tịnh của bạn là 30%, phần trăm doanh thu hàng ngày của bạn là lợi nhuận sẽ không bằng tỷ lệ phần trăm.
Một số nhà bán lẻ sử dụng mức kê lời tịnh vì dễ dàng hơn để tính giá bán từ chi phí sử dụng mức kê lời tịnh. Nếu mức kê lời tịnh của bạn là 40%, thì giá bán của bạn sẽ cao hơn 40% so với chi phí mặt hàng. Nếu biên của bạn là 40%, giá bán của bạn sẽ không bằng 40% so với chi phí (thực tế, nó sẽ cao hơn khoảng 67% so với chi phí mặt hàng).

#### mức kê lời tịnh
Phương trình tính giá trị tiền tệ của tỷ suất lợi nhuận gộp là: tỷ suất lợi nhuận gộp = doanh thu - giá vốn hàng bán
Một cách đơn giản để giữ cho các yếu tố mức kê lời tịnh và lãi gộp là nhớ rằng:
1. Phần trăm mức kê lời tịnh là 100 lần chênh lệch giá chia cho chi phí.
2. Tỷ lệ phần trăm của biên lợi nhuận gộp là 100 lần chênh lệch giá chia cho giá bán.

Tỷ suất lợi nhuận gộp (tính theo phần trăm doanh thu)
Hầu hết mọi người thấy dễ dàng hơn khi làm việc với tỷ suất lợi nhuận gộp vì nó trực tiếp cho bạn biết bao nhiêu doanh thu bán hàng, hoặc giá, là lợi nhuận. Để tham khảo hai ví dụ trên:
Giá 200 đô la bao gồm mức kê lời tịnh 100% thể hiện tỷ lệ lãi gộp 50%. Biên lãi gộp chỉ là tỷ lệ phần trăm của giá bán là lợi nhuận. Trong trường hợp này, 50% giá là lợi nhuận, hoặc 100 đô la.
{\displaystyle {\frac {\$200-\$100}{\$200}}\cdot 100\%=50\%}
Trong ví dụ phức tạp hơn về giá bán $ 339, mức chênh lệch 66% thể hiện tỷ lệ lãi gộp khoảng 40%. Điều này có nghĩa là 40% trong số 339 đô la là lợi nhuận. Một lần nữa, tỷ suất lợi nhuận gộp chỉ là tỷ lệ phần trăm lợi nhuận trực tiếp trong giá bán.
Trong kế toán, tỷ suất lợi nhuận gộp đề cập đến doanh thu trừ đi giá vốn hàng bán. Nó không nhất thiết là lợi nhuận vì các chi phí khác như bán hàng, hành chính và tài chính phải được khấu trừ. Và nó có nghĩa là các công ty đang giảm chi phí sản xuất hoặc chuyển chi phí của họ cho khách hàng.  Tỷ lệ này càng cao, tất cả những thứ khác đều bằng nhau, càng tốt cho nhà bán lẻ.

#### Chuyển đổi giữa tỷ suất lợi nhuận gộp và mức kê lời tịnh (Lợi nhuận gộp)
Chuyển đổi mức kê lời tịnh sang tỷ suất lợi nhuận gộp
{\displaystyle {\text{gross margin}}={\frac {\text{markup}}{1+{\text{markup}}}}}

Ví dụ: 
Mức kê lời tịnh = 100% = 1 
{\displaystyle {\text{gross margin}}={\frac {1}{1+1}}=0.5=50\%}
Mức kê lời tịnh = 66,7% = 0,667 
{\displaystyle {\text{gross margin}}={\frac {0.667}{1+0.667}}=0.4=40\%}
Chuyển đổi tỷ suất lợi nhuận gộp sang mức kê lời tịnh
{\displaystyle {\text{markup}}={\frac {\text{gross margin}}{1-{\text{gross margin}}}}}

Ví dụ: 
Biên lãi gộp = 50% = 0,5 
{\displaystyle {\text{markup}}={\frac {0.5}{1-0.5}}=1=100\%}
Biên lãi gộp = 40% = 0,4 
{\displaystyle {\text{markup}}={\frac {0.4}{1-0.4}}=0.667=66.7\%}
Sử dụng tỷ suất lợi nhuận gộp để tính giá bán
Với chi phí của một mặt hàng, người ta có thể tính giá bán cần thiết để đạt được tỷ suất lợi nhuận gộp cụ thể. Ví dụ: nếu sản phẩm của bạn có giá 100 đô la và tỷ suất lợi nhuận gộp yêu cầu là 40%, thì
Giá bán = $ 100 / (1 - 40%) = $ 100 / 0,6 = $ 166,67

#### Công cụ tổng biên để đo hiệu suất bán lẻ
Một số công cụ hữu ích trong phân tích bán lẻ là GMROII, GMROS và GMROL.
GMROII: Tỷ suất lợi nhuận gộp từ đầu tư hàng tồn kho
GMROS: Lợi nhuận gộp biên trên không gian
GMROL: Tỷ suất lợi nhuận gộp của lao động

#### Sự khác biệt giữa các ngành công nghiệp
Trong một số ngành, chẳng hạn như quần áo, tỷ suất lợi nhuận dự kiến sẽ ở gần mức 40%, vì hàng hóa cần phải được mua từ các nhà cung cấp ở một tỷ lệ nhất định trước khi chúng được bán lại. Trong các ngành công nghiệp khác như phát triển sản phẩm phần mềm, tỷ suất lợi nhuận gộp có thể cao hơn 80% trong nhiều trường hợp.